# ارنست کورانت
ارنست کورانت (انگلیسی: Ernest Courant؛ زاده ۲۶ مارس ۱۹۲۰ – درگذشته ۲۱ آوریل ۲۰۲۰) یک فیزیک‌دان اهل ایالات متحده آمریکا بود.